# Mantova Challenger 2004
Il Mantova Challenger 2004 è stato un torneo di tennis facente parte della categoria ATP Challenger Series nell'ambito dell'ATP Challenger Series 2004. Il torneo si è giocato a Mantova in Italia dal 28 giugno al 4 luglio 2004 su campi in terra rossa.

## Vincitori

### Singolare
Alessio Di Mauro ha battuto in finale  Tomas Tenconi con il punteggio di 7–6(4), 6–2

### Doppio
Daniele Bracciali /  Giorgio Galimberti hanno battuto in finale  Flavio Cipolla /  Alessandro Motti con il punteggio di 6–0, 6–4